# 浦島秀雄
浦島 秀雄（うらしま ひでお、1900年（明治33年）1月14日 - 没年不明）は、日本の実業家。
東洋商事元社長。三菱商事元神戸支店次長。楽天グループ創業者で実業家の三木谷浩史の外祖父。

## 人物
浦島茂十郎の次男として和歌山県に生まれる。1925年（大正14年）東京商科大学を卒業し、日本生糸に入社。のち三菱商事に転じ生糸部勤務を経て同社業務部調査課長に就任。その後神戸支店次長を経て、東洋商事社長に就任。
趣味は碁、将棋、スポーツ。

## 家族
- 父・茂十郎（1876年（明治9年） - 没年不明）
- 妻・光子（1909年（明治42年） - 没年不明、大阪府中川英彦三女、日本女子大学卒）
- 長女・節子（1931年（昭和6年） - 、三木谷良一の妻）
  - 長女の子・三木谷浩史（1965年（昭和40年）3月11日 - ）
- 次女・弘子（1935年（昭和10年） -  ）